# 2019冠状病毒病北塞浦路斯疫情
2019冠状病毒病北塞浦路斯疫情，介绍2019冠状病毒病疫情中，在北塞浦路斯土耳其共和国发生的情况。

## 时间轴
2020年3月10日，Ali Pilli卫生部宣布发现北塞浦路斯的第一例新型冠状病毒病例，为一名来自德国的65岁旅行者。
2020年3月12日，第二例病例被发现，为确诊为北塞浦路斯第一例病例的德国旅行者的配偶。
2020年3月13日，北塞浦路斯方面宣布，已有5人被确诊为新型冠状病毒阳性。

## 反应
2020年3月11日，土耳其塞浦路斯副总理兼外交部长Kudret Özersay在Twitter上称，将临时取消从德国、法国和意大利飞往北塞浦路斯的航班直至2020年4月1日。
2020年3月12日，北塞浦路斯政府按照世界卫生组织的倡导，关闭所有学校，并采用禁止群聚等预防性措施以防止新型冠状病毒传播。
2021年4月23日，当地政府决定在穆斯林斋月期间禁止群众集会，以禁止开斋饭或速食、群众祈祷，以遏制冠状病毒的传播。

## 统计
| 日期          | 新增确诊 | 已有确诊 |
| ------------- | -------- | -------- |
| 2020年3月10日 | 1        | 1        |
| 2020年3月12日 | 1        | 2        |
| 2020年3月13日 | 3        | 5        |
| 2020年3月15日 | 1        | 6        |